# Македонско питање
Македонско питање је термин настао крајем 19. века, током борби за македонске области Османског царства између суседних новооснованих хришћанских држава (Бугарске, Србије и Грчке).

## Суштина проблема
Народ који данас насељава простор Северне Македоније је словенског порекла, али је његова етничка припадност и дан данас предмет спорења. Данас сами становници се већином називају и сматрају Македонцима, а свој језик македонским језиком. Народи који данас насељавају просторе Пиринске и Егејске Македоније не сматрају себе Македонцима у етничком смислу.

## Историјска подлога
Почевши од Берлинског конгреса 1878. године, на коме је Србија добила независност, а Бугарска аутономију, на подручју данашње Северне Македоније почиње интензивна пропаганда обе државе међу тамошњим становништвом. Обе пропаганде су имале за циљ идентификацију локалног становништва са Србима односно Бугарима. Један од видова пропаганде биле су и стипендије којима су будући интелектуалци и будући виђени људи постајали индиректни заговорници једне од страна. У сукоб се умешала и Грчка која је преко Цариградске патријаршије (на чијем је челу био Грк) покушала да изврши хеленизацију.
Сукоб се заоштравао и крајем 19. века, а поготово у првој деценији 20. века прерастао је у отворени сукоб Комита (Срба и српских присталица) и бугарских присталица који се несмањеном жестином водио по селима и планинама широм данашње Северне Македоније. Посебан фактор чинила је турска власт која је почетком 20. века настојала да свим силама истреби православно становништво у својим земљама и Арнаути (Албанци) који су широм Косова, Метохије, Рашке и Вардарске Македоније убијали и пљачкали становништво само зато што је било православно на шта је турска власт гледала благонаклоно.

## Бугарска страна
Бугари своју тезу базирају на неким историјским чињеницама (бугарска национална свест македонских препородитеља из 19. века, учешће македонских Бугара у бугарском препороду и у бугарском друштвено-политичком животу и др.) као и на сличностима бугарског и македонског језика. Оба језика имају аналитичку структуру, дакле немају падеже и користе предлошке конструкције и постпозитивне чланове. Ипак и јужноморавски српски дијалекти нагињу аналитизму, а сличну структуру имају и грчки, албански и румунски, који заједно са македонским и бугарским формирају балканску језичну групу.
У Бугарској је 1883. године створено "Бугарско Македонско благотворително друштво". То хумано друштво је водило бригу о "сиротим Бугарима" из Македоније, у Учитељским школама. Радило је на томе да се у Македонији подигне и издржава њихово "Педагошко училиште".
Македонци у Пиринској Македонији као и у другим крајевима Бугарске имају бугарску националну свест, изузев око њих 1.650 према последњем попису (за разлику од пописа непосредно након Другог светског рата и десет година после тога када у условима комунистичког режима око 70% становништва у Пиринској Македонији се изјаснило као македонско по народности).

## Српска страна
Срби своју тезу граде на чињеницама да је део становништва крајем 19. и почетком 20. века под притиском Бугара и Турака престао да слави крсну славу (обележје српског народа) и променио завршетке својих презимена из -ић у -ски (нпр- Ивановић у Ивановски). По сведочењима Срба које су протерали бугарски и албански фашисти за време Другог светског рата, комунистички функционер Лазар Колишевски, председник Централног Комитета Комунистичке партије Македоније, 1947. године је спалио све црквене крштенице из времена Краљевине Србије и Краљевине Југославије и отпочео са преименовањем српског и грко-цинцарског становништва са „-ић” у „-ски”.
Спиридон Гопчевић у свом делу „Стара Србија и Македонија“, у уводном делу доноси следеће:
Познато је да су „Шопови”, који су без сумње наши земљаци, у пркос својим протестима спојени 1878. године са Кнежевином Бугарском, а то због тога што се српска Влада никад пре није старала за шопску земљу и што се никад није противила дрскости Бугара, који су жигосали Шопове именом „Бугари”. У осталом, онда је падало у рачун руској политици, да Кнежевину Бугарску колико могуће више прошири. Данас ствари стоје друкчије. Неблагодарни Бугари избацише своје ослободиоце и понизише их толико, да се Русија не може више за њих заузети, ако није рада, да погази своје достојанство. А остане ли Бугарска усамљена, онда је сва прилика, да ће Србија победоносно изаћи из неминовне и одлучне борбе са Бугарском, е да ће том приликом опет придобити пределе до Видина и Искра, који су ионако њена својина. Овакав рат решио би у исто време и македонско питање.

На свом путовању уверио сам се о непобитном факту, да у крајевима између Арбаније и Родопских планина са једне, а од српске међе па до Солуна с друге стране, живе наши земљаци. Дужност је дакле сваког Србина да поради на њиховом ослобођењу. За сад су стара Србија и Македонија под турском влашћу и Турска је доста снажна, да одржи ове покрајине. Нема дакле наде, да се што год може постићи силом, као што нема ни изгледа, да би какав народни устанак у оним крајевима могао имати успеха. Ваља нам дакле стрпљиво чекати, док друге силе не смире Турску, те да се ми узмогнемо дочепати свог дела из наследства „болесног човека”.
Гопчевић даље наставља:
Али нам ваља имати на уму, да нисмо ми једини, који полажемо право на баштину „болесног човека”. Бугари су то много пре учинили, и то са више дреке, дрскости и вештине, него ми. Пошло им је за руком, те су уверили недотупавне путнике о „бугараштини” старо-Србијанаца, толико, да су ови, довели у заблуду целу Европу. Изредно се, дакле, радујем, што је моје дело довело до убеђења научњаке, да су ти тако звани Бугари у ствари прави Срби. Мило ми је, што сам својим проналасцима могао стати на поприште за права нашега народа. Али ја сам још више пронашао, но праву народност Македонаца! Пошло ми је за руком, те сам по аутентичним изворима, открио бугарску пропаганду и њена подла средства. Читалац мога дела увидеће, колико су Бугари напреднији од нас, како они радосно троше новац, да побугаре наше земљаке, те како неуморно раде, да, не бирајући средства, свој циљ постигну. Ако са њиховим упоредимо наш досадашњи рад у правцу одбране својих права на оне крајеве, онда се заиста можемо заруменити од стида, јер ништа, ама баш ништа, нисмо учинили! А будемо ли трагали за разлогом овако стидне појаве, онда ћемо наћи, да он лежи у невероватној равнодушности нашега народа и његових вођа наспрам македонског питања, чију сам важност малочас доказао. А будемо ли тражили разлог овакве равнодушности — шта ћемо наћи? — Још жалоснију појаву, да нам партијска мржња и унутрашњи раздор, не дозвољавају, да се бавимо питањима спољне политике.
Одмах по свршетку Другог светског рата око 120.000 македонских Срба било је приморано да емигрира из Македоније у Србију, односно готово 10% целокупног македонског становништва.

### Комите
Србија је организовала (на територији данашње Северне Македоније) и убацивала (из тадашње Краљевине Србије) комитске чете са циљем заштите свог становништва од насилништва Бугара, Турака и Арнаута (Албанаца).
Бугарски револуционар Васил Левски написао је у Букурешту 1862. Синтагму (Устав) бугарских горских чета (комита).
Други разлог због којег су српски комити 1906. године променили назив у четници по налогу мајора Воје Танкосића је чињеница да су и Срби и Бугари имали исте еполете, по узору на руске, и да су Срби Старе Србије везивали термин комити за Бугаре и њихове зулуме над тамошњим Србима.

### Сукоб СПЦ и МПЦ
Сукоб између Српске православне цркве и Македонске православне цркве настао је због самопроглашења аутокефалности МПЦ коју није признала ниједна канонска помесна црква. Проглашење аутокефалности је изведено под утицајем одређених владајућих структура и тајних служби у ондашњој СФР Југославији.

#### Хронологија раскола између СПЦ и МПЦ
- 1945 — одмах по формирању ФНР Југославије долази до протеривања митрополита Јосифа Цвијовића.
- 1963 — Јосип Броз Тито, савезни министар унутрашњих послова Александар Ранковић и председника Владе СР Македоније Лазар Колишевски најављују раскол.
- 1967 — долази до формалног расцепа постављењем архиепископа Доситеја, а након његове смрти архиепископа Михаила на положај архиепископа охридског.
- 2003 — СПЦ предлаже аутономни статус МПЦ, што значи да све остаје по старом, али да су верници и свештенство аутономне Охридске архиепископије дужни да у свакој литургији помињу име патријарха српског. Овај предлог, назван Нишки споразум, прихватио је једино митрополит велешки и повардарски Јован Вранишковски.

Владика Јован је због тога црквеносудском одлуком избачен из МПЦ, а средином 2005. године је завршио у затвору због наводног „изазивања верске мржње” (због упада у битољској цркви и због тога што је претио ватреним оружјем комшиници која је се бунила због тога што је свој стан користио као верски објекат), а кривични процес због наводних „финансијских малверзација” (под оптужбом да је проневерио око 300.000 евра док је био владика МПЦ и због употреба донације од 50.000 евра македонског бизнисмена Трифуна Костовског за куповину свог џипа уместо за обнову иконостаса) још траје (због поништаја ослобађајућих пресуда од стране другостепеног суда због погрешне примене материјалног права јер је првостепени судија Валентин Зафиров сматрао да због тога што су ствари које је себи куповао вратио цркви као и због његовог непојављивања у суду).

## Грчка страна
Грци негирају становништво Северне Македоније и њој самој употребу термина Македонија, Македонац и македонски језик јер је по њиховом гледишту Македонија назив њихове историјске државе (Александар Македонски) и нема никакве везе са Словенима који су се ту населили неколико векова касније. Овај сукоб је окончан 17. јуна 2018. када је потписан Преспански споразум у којем међу остало пише да Македонија се треба преименовати у Северна Македонија.
Северна Македонија је изабрала симбол Сунце Вергине или Звезда из Кутлеша са црвеном позадином. Грчка је одговорила тако што је симбол Сунца из Вергине убацила у готово све своје институције. Спор је делимично решен октобра 1995. године у компромису који је предложен од стране Уједињених нација. Симбол је уклоњен са заставе Северне Македоније у склопу споразума којим су успостављени дипломатски и економски односи између Северне Македоније и Грчке. Након тога Северна Македонија је променила изглед заставе, а Грчка је укинула трговински ембарго.

### Македонске
- 2 500 година дуга македонска историја
- „www.mymacedonia.net”. Архивирано из оригинала 21. 5. 2007. г.
- „Историја Македоније”. Архивирано из оригинала 9. 2. 2006. г.

### Бугарске
- „Књиге о Македонији на интернету”. Архивирано из оригинала 11. 2. 2006. г.
- „Original Документи и карте о Македонији”. Архивирано из оригинала 12. 11. 2005. г.
- Бугарска политика према Републици Македонији

### Српске
- др Арчибалд Рајс: „Губитак Македоније“
- др Арчибалд Рајс: „Македонско питање“

### Грчке
- „Македонија - Историјски профил северне Грчке”. Архивирано из оригинала 16. 11. 2017. г. Приступљено 20. 02. 2006.
- www.macedonian-heritage.gr
- „Историјски документи о Македонији”. Архивирано из оригинала 01. 11. 2020. г. Приступљено 20. 02. 2006.
- www.macedoniaontheweb.com
- Меморандум 360 међународних академика о хеленизму Македоније